# Brachystomella parvula
Brachystomella parvula är en urinsektsart som först beskrevs av Schaeffer 1896.  Brachystomella parvula ingår i släktet Brachystomella och familjen Brachystomellidae. Arten är reproducerande i Sverige. Inga underarter finns listade.